# William B. Jordan
William Bryan Jordan Jr., né le 8 mai 1940 et mort le 22 janvier 2018, est un historien de l'art américain. 
Il est connu pour son rôle dans l'enrichissement des collections muséales par le biais d'acquisitions, d'organisation d'expositions thématiques et de publication d'ouvrages de référence consacrés aux artistes espagnols et au genre de la nature morte, avec une expertise particulière pour la période du siècle d'or espagnol. Il étudie à l'université Washington et Lee et à l'Institute of Fine Arts de l'université de New York. En 1967, il fonde et dirige le Meadows Museum de l'université méthodiste du Sud . Soutenu financièrement par Algur H. Meadows, William B. Jordan permet l'acquisition d'environ 75 œuvres, hissant la collection du musée au rang des plus importantes d'art espagnol en dehors de l'Espagne. Il dirige le département des beaux-arts de la Meadows School of the Arts et devient conservateur adjoint au musée d'Art de Dallas.
William B. Jordan Jr. est directeur adjoint et conservateur en chef au musée d'Art Kimbell après son départ du Meadows Museum. Spécialiste de la nature morte espagnole, il contribue à plusieurs expositions et publications, dont Spanish Still Life in the Golden Age, 1600–1650 (1985) et Spanish Still Life from Velázquez to Goya (1995). Ses recherches sur Juan van der Hamen, menées pendant plus de 40 ans, aboutissent à la publication de Juan van der Hamen y León & the Court of Madrid (2005). Membre de plusieurs conseils de musées et d'instituts d'art, il est nommé administrateur honoraire du musée du Prado en 2017. Collectionneur privé avec son époux Robert Dean Brownlee, il acquiert en 1988 pour 1 000 livres sterling un tableau initialement mal attribué, qu'il identifie comme étant de Diego Vélasquez. Après sa mort, plusieurs œuvres de leur collection sont léguées à divers musées par leur succession.

## Biographie

### Jeunesse et études

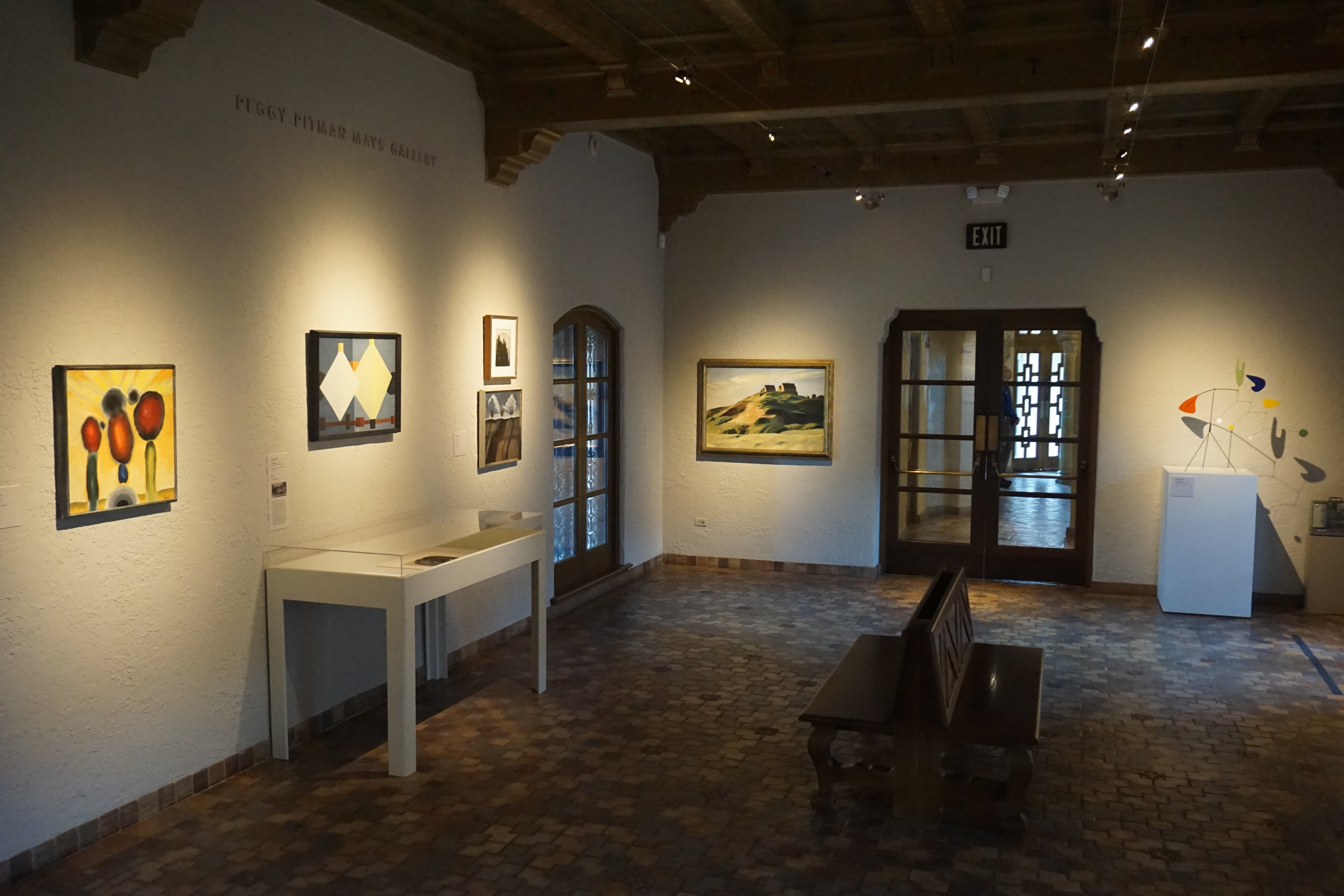
William B. Jordan commence à s'intéresser à l'art en travaillant au musée d'Art McNay.

William B. Jordan, né le 8 mai 1940 à Nashville, Tennessee, est le fils de Dixie Owen Jordan et William B. Jordan. Il a trois sœurs : Ettie Lu Jordan Soard, Frances Jordan Hearn-Rigney et Sue Jordan Rodarte. En 1945, sa famille s'installe à San Antonio dans le Texas, où il fréquente la Alamo Heights High School. Durant les périodes estivales, il travaille au musée d'Art McNay et bénéficie du mentorat du premier directeur de l'établissement, John Palmer Leeper.
En 1962, William B. Jordan obtient une licence cum laude de l'université Washington et Lee. Il poursuit ses études à l'Institute of Fine Arts de l'université de New York, où il obtient sa maîtrise en 1964 et son doctorat en histoire de l'art espagnol en 1967,. Sous la direction de l'historien de l'art José López-Rey, sa thèse de doctorat est consacrée à Juan van der Hamen. Ses recherches archivistiques en Espagne, durant onze mois, lui permettent de découvrir de nouvelles données sur les tableaux et la biographie de cet artiste. Sa dissertation de 1967 en deux volumes, Juan van der Hamen y León, présente un catalogue illustré et une monographie de l'artiste.

### Carrière

#### 1967–1981: Meadows Museum

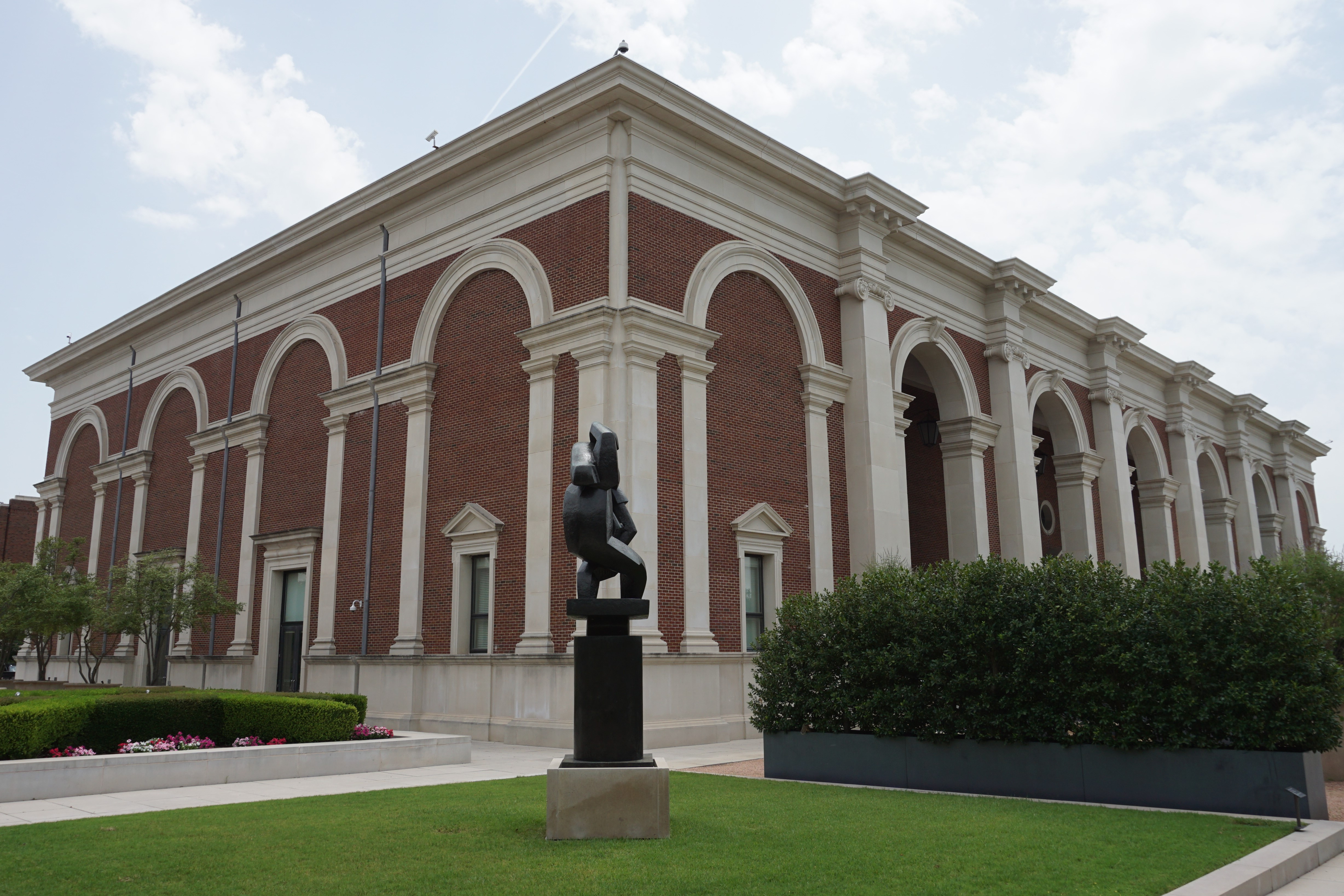
En 1966, William B. Jordan se voit proposer la direction du Meadows Museum alors qu'il est encore étudiant en études supérieures.

En 1967, le poste de directeur du Meadows Museum de Dallas est proposé à William B. Jordan, dans un contexte de crise pour l'institution. Un scandale de contrefaçons artistiques a en effet révélé que 44 œuvres de sa collection, dont des faux attribués à Elmyr de Hory,,, étaient apocryphes. Suite à une visite du musée en compagnie de José López-Rey, William B. Jordan évalue la situation et conclut à la nécessité d'une reconstruction substantielle de la collection. Algur H. Meadows, fondateur et principal mécène du musée, s'engage à un don de plus d'un million de dollars américains (équivalant à 9,4 millions de dollars américains en 2024) destiné à reconstituer la collection espagnole, une promesse qui conduit William B. Jordan à accepter la direction de l'établissement.
William B. Jordan devient le premier directeur du Meadows Museum et le président du département des beaux-arts de la Meadows School of the Arts. La même année, le musée connaît une fermeture temporaire de quelques mois, durant laquelle Jordan entreprend une évaluation approfondie de la collection existante, sous l'expertise de José López-Rey et de Diego Angulo Íñiguez. Fort de cette analyse, Jordan initie une restructuration significative de la collection. Il procède à la vente aux enchères d'œuvres qu'il juge mineures au regard des standards d'une collection muséale et engage une politique d'acquisition ciblée avant la réouverture de l'institution. Parmi les nouvelles acquisitions notables figurent l'Enclos des fous (1794) de Francisco de Goya, ainsi que des œuvres de Francisco de Zurbarán et de Bartolomé Esteban Murillo. En 1968, dans un article publié par l'Art Journal, William B. Jordan rend compte de ces enrichissements récents et annonce la mise en place d'un programme d'acquisitions continu visant à développer davantage la collection du musée. Cette démarche est suivie, en 1974, par la publication du catalogue de la collection intitulé The Meadows Museum: A Visitor's Guide to the Collection.
En 1971 et 1972, William B. Jordan organise à l'University Gallery de l'Université méthodiste du Sud une exposition consacrée à une collection d'œuvres associées à l'acteur et artiste Dennis Hopper, ainsi qu'une exposition d'art d'après-guerre mettant en lumière les travaux d'Andy Warhol, Robert Rauschenberg et Wallace Burnett. En 1974, il assure la direction de l'exposition Poets of the Cities: New York and San Francisco 1950–65, une manifestation dédiée aux arts contemporains internationaux, présentée conjointement à l'University Gallery et au musée d'Art de Dallas. En 1975, William B. Jordan accède au rang de professeur titulaire à la Meadows School of the Arts, où il dispense des cours spécialisés en histoire de l'art espagnol.
De 1976 à 1978, William B. Jordan est membre fondateur et secrétaire général de l'American Society for Hispanic Art Historical Studies. En 1977, il intègre le musée d'Art de Dallas en qualité de conservateur adjoint pour l'art européen, fonction qu'il exerce jusqu'en 1982. À l'occasion du 75e anniversaire du musée en 1978, il organise l'exposition Dallas Collects: Impressionist and Early Modern Masters, qui réunit 115 œuvres issues de collections privées locales, et en rédige le catalogue. Par la suite, William B. Jordan devient membre du conseil d'administration, puis membre et président du comité des collections musée d'Art de Dallas.
Fort du soutien financier d'Algur H. Meadows, William B. Jordan réalise l'acquisition de plusieurs œuvres majeures lors de ventes aux enchères et auprès de marchands d'art, contribuant ainsi à un enrichissement de la collection du Meadows Museum. Cette collaboration fructueuse prend fin avec le décès de Meadows dans un accident automobile en 1978. La même année, William B. Jordan organise à l'University Gallery l'exposition 20th Century Sculpture: Mr. and Mrs. Raymond D. Nasher Collection, marquant la première présentation publique de la collection de sculptures de Patsy et Raymond Nasher. En 1980, il supervise, toujours à l'University Gallery, les expositions d'art contemporain Paintings and Drawings by Cy Twombly et Livres d'Artiste by Braque, Matisse, and Picasso from the Collection of the Bridwell Library.
Au cours de son mandat, William B. Jordan réalise l'acquisition d'environ 75 œuvres d'art et participe à l'enrichissement de la collection de sculptures du musée. Ses acquisitions notables comprennent des œuvres de Diego Vélasquez, Francisco de Zurbarán, José de Ribera et Bartolomé Esteban Murillo, six tableaux de Francisco de Goya datant des XVIIIe siècle et XIXe siècle, ainsi que des créations du XXe siècle de Pablo Picasso , Joan Miró et Juan Gris. William B. Jordan est crédité pour avoir élevé la collection du Meadows Museum au rang de l'une des plus importantes collections d'art espagnol en dehors de l'Espagne. Il quitte la direction du musée en 1981, mais maintient son engagement envers l'institution ; il fait don de la majorité des peintures espagnoles de sa collection personnelle au musée avant 2016 et siège au conseil exécutif de la Meadows School of the Arts jusqu'en 2018.

#### 1981–1990: musée d'Art Kimbell
En 1981, William B. Jordan est nommé directeur adjoint et conservateur en chef du musée d'Art Kimbell de Fort Worth, au Texas. Il rapporte qu'avant son arrivée, le musée n'avait jamais accueilli d'expositions de ses propres fonds ; il initie alors une « campagne d'expositions dynamique visant à reconstituer et à enrichir la collection ». En 1982, William B. Jordan organise sa première exposition majeure au musée en collaboration avec Craig Felton, professeur d'art au Smith College, intitulée Jusepe de Ribera, lo Spagnoletto, 1591–1652.
William B. Jordan préside le comité d'experts chargé de la sélection des œuvres pour l'exposition El Greco of Toledo. Cette manifestation, qui réunit 66 tableaux provenant de divers pays, constitue la plus importante collection de peintures du Greco jamais exposée. L'exposition est présentée au musée du Prado, à la National Gallery of Art, au musée d'Art de Toledo et au musée d'Art de Dallas, sous la supervision des commissaires Jonathan Brown, William B. Jordan, Richard L. Kagan et Alfonso E. Pérez Sánchez. Jordan rédige également les notices descriptives des œuvres figurant dans le catalogue d'accompagnement.
En 1985, William B. Jordan organise au musée d'Art Kimbell et au musée d'Art de Toledo l'exposition Spanish Still Life in the Golden Age, 1600–1650, qui constitue la première manifestation aux États-Unis entièrement consacrée aux peintures de nature morte. L'exposition et son catalogue, qui analysent l'histoire des débuts de ce genre pictural et les artistes du siècle d'or espagnol, sont salués par les contemporains de William B. Jordan comme l'une des premières études savantes d'envergure sur le sujet. En 1986, Jordan intègre le comité artistique de l'Hispanic Society of America. Il est élevé au rang de chevalier de l'ordre d'Isabelle la Catholique par le gouvernement espagnol lors d'une cérémonie à l'ambassade d'Espagne à Washington, le 18 février 1986, en reconnaissance de ses contributions à l'histoire de l'art espagnol.
En collaboration avec Edmund Pillsbury, alors directeur du musée, William B. Jordan contribue à l'acquisition de plus de 40 tableaux d'origine européenne pour le musée d'Art Kimbell avant 1987. Cette même année, il rédige un essai introductif sur la collection du musée, qui est publié dans l'ouvrage In Pursuit of Quality: The Kimbell Art Museum: an Illustrated History of the Art and Architecture. William B. Jordan participe à l'édition de A Prosperous Past: The Sumptuous Still Life in the Netherlands, 1600–1700, un livre de Sam Segal, biologiste et historien de l'art néerlandais. Cet ouvrage est consacré aux peintures de nature morte hollandaises et accompagne une exposition éponyme qui se tient au Prinsenhof de Delft, au Fogg Art Museum et au musée d'Art Kimbell en 1989.
Durant son passage au musée d'Art Kimbell, William B. Jordan fait l'acquisition de peintures espagnoles notables, dont Don Pedro de Barberana y Aparregui, Quatre Figures sur l'escalier, de Bartolomé Esteban Murillo, Nature morte aux oranges et au pot de miel de Luis Meléndez et Portrait d'Heriberto Casany de Joan Miró. Il rédige également les cartels descriptifs de l'ensemble des œuvres européennes du musée. William B. Jordan prend sa retraite en 1990 à l'âge de 50 ans, suivant ainsi une trajectoire similaire à celle de son père, qui a cessé son activité professionnelle à 49 ans.

#### 1990–2018: activités indépendantes
Afin de subvenir à ses besoins financiers durant sa retraite, William B. Jordan devient marchand d'art privé, tout en prenant part à des publications d'art et des expositions indépendantes. En 1992, il supervise l'exposition La imitación de la naturaleza: los bodegones de Sánchez Cotán au musée du Prado. Cet événement présente l'ensemble des six bodegónes alors attribués à Juan Sánchez Cotán, ainsi qu'une œuvre de Felipe Ramírez. Il est également l'auteur du catalogue de cette exposition, dans lequel il analyse la biographie, l'influence artistique et les bodegónes de Cotán, tout en examinant l'hypothèse d'une imitation de son travail par Ramírez.
Le 20 mai 1995, l'Université méthodiste du Sud confère à William B. Jordan le titre de docteur honoris causa en lettres humaines, en reconnaissance de sa contribution au domaine des arts et de l'enrichissement apporté au campus et à la ville de Dallas. En 1997, William B. Jordan rédige le catalogue de l'exposition An Eye on Nature: Spanish Still-Life Paintings from Sánchez Cotán to Goya, qui se tient à la Stair Sainty Matthiesen Gallery de New York. Dans cet ouvrage, il analyse les détails des œuvres picturales et les biographies des artistes présentés, tout en approfondissant les réflexions et les analyses qu'il avait développées dans Spanish Still Life from Velázquez to Goya. Suite au décès de Patsy Nasher, Raymond Nasher fonde le musée Nasher Sculpture Center. William B. Jordan intègre le conseil d'administration du musée et est nommé directeur de la Nasher Foundation en 2001.
Publié en 2005, l'ouvrage de William B. Jordan intitulé Juan van der Hamen y León & the Court of Madrid synthétise plus de quarante ans de recherches consacrées à Juan van der Hamen. Jordan y analyse le rôle du peintre à la cour de Philippe IV durant les années 1620, examine sa place parmi les figures majeures du baroque espagnol et souligne sa polyvalence en étudiant ses portraits et ses peintures d'histoire au même titre que ses natures mortes. Il a également été le commissaire d'une exposition éponyme — première rétrospective monographique dédiée à van der Hamen — présentée au Patrimoine national à Madrid, puis au Meadows Museum, en 2005 et 2006. L'étude a reçu un accueil favorable des historiens de l'art, qui ont salué la manière dont Jordan expose l'ensemble de l'œuvre artistique de van der Hamen et son influence sur le Siècle d'or espagnol. Des réserves ont toutefois été formulées quant à l'importance artistique que Jordan accorde aux portraits et aux peintures d'histoire de l'artiste.
En 2010, William B. Jordan préside un comité de la Chinati Foundation chargé de sélectionner un nouveau directeur ; le choix se porte sur Thomas Kellein. Par la suite, désireux de stimuler le collectionnisme d'art à Dallas, il collabore avec Olivier Meslay, alors conservateur au Musée d'Art de Dallas, à l'organisation d'une exposition de peintures européennes modernes issues de collections privées de la ville. Ils assurent conjointement le commissariat de l'exposition Mind's Eye: Masterworks on Paper from David to Cézanne en 2014, laquelle rassemble plus de 120 œuvres sur papier de 70 artistes actifs entre le XVIIIe siècle et le XXe siècle. En reconnaissance de sa carrière, le musée du Prado le nomme en 2017 membre d'honneur de son conseil d'administration.
William B. Jordan meurt le 22 janvier 2018 au William P. Clements Jr. University Hospital, des suites de complications consécutives à une fibrose pulmonaire idiopathique. Son inhumation a lieu au Hillcrest Mausoleum and Memorial Park de Dallas. Au moment de sa mort, il était engagé dans la compilation d'un catalogue raisonné de l'œuvre de van der Hamen.

## Expertises
Spécialiste des artistes espagnols, des natures mortes et de l'art du siècle d'or espagnol, William B. Jordan est reconnu pour son aptitude à expertiser et à attribuer des tableaux d'importance historique. À ce titre, il collabore avec de nombreux musées en qualité de consultant en acquisitions et formule des attributions pour plusieurs œuvres durant sa carrière.

### Acquisitions
En 1976, lors d'une visite dans une galerie madrilène, William B. Jordan remarque le tableau San Sebastián, daté de 1506 et attribué à Fernando Yáñez de la Almedina. À cette époque, l'œuvre n'était pas encore officiellement reconnue comme étant de la main de cet artiste, et aucune source documentaire espagnole sur l'art ne vient confirmer cette attribution. Néanmoins, William B. Jordan, persuadé de l'authenticité de l'œuvre, en fait l'acquisition avec l'appui de Meadows. Des recherches ultérieures confirment l'attribution à Yáñez, et le tableau devient l'une des pièces maîtresses du Meadows Museum.
En 1979, William B. Jordan contribue à l'acquisition par le musée d'Art de Dallas du tableau Le Renard dans la neige (1860) de Gustave Courbet, une œuvre située en dehors de son champ d'expertise principal. En 1990, le musée d'Art de San Diego le consulte en qualité d'expert dans le cadre de l'acquisition de L'Adoration des bergers du Greco et de Saint Sébastien (1604) de Cotán. Ce dernier tableau est initialement attribué à un  « maître flamand » ; William B. Jordan est le premier à identifier Saint Sébastien comme une œuvre de Cotán. Le musée procède à l'achat de la peinture après son examen approfondi et la confirmation de son attribution à Cotán par Jordan et d'autres spécialistes.

### Attributions
L'attribution de Nature morte aux raisins et aux pommes (1640), initialement donnée à Juan de Espinosa, est révisée en faveur de Juan Fernández el Labrador dans Spanish Still Life in the Golden Age, 1600–1650. William B. Jordan justifie cette réattribution par des tonalités plus délicates des fruits, typiques de Fernández, contrairement au traitement plus net d'Espinosa. Jordan suggère une influence de Fernández sur Espinosa pour expliquer les motifs et similitudes stylistiques. Nina Ayala Mallory accueille favorablement cette réévaluation, tandis que le musée du Prado maintient l'attribution à Espinosa.
L'attribution du tableau Flowers and Fruit in a China Bowl (c. 1645) a fait l'objet d'une réévaluation. Initialement attribuée à Francisco de Zurbarán, une proposition de William B. Jordan suggère que l'œuvre est en réalité de son fils, Juan de Zurbarán. Cette hypothèse s'appuie sur l'analyse des similarités techniques et compositionnelles que le tableau partage avec d'autres natures mortes de Juan de Zurbarán. De plus, l'approche stylistique du tableau est jugée distincte de celle généralement observée dans les œuvres de Francisco de Zurbarán.
Concernant Bodegón Keeper (1610–1625), William B. Jordan y voit une œuvre de jeunesse possible d'Antonio de Pereda. Il doute aussi de la paternité de Pereda pour El sueño del caballero (c. 1650), réattribué par Pérez Sánchez à Francisco de Palacios. Jordan et Cherry jugent Palacios plausible pour ce tableau, mais hésitent faute de connaissances suffisantes sur son style. L'analyse de Jordan suscite des objections. L'académie royale des Beaux-Arts Saint-Ferdinand maintient Pereda pour El sueño del caballero, et l'attribution de Bodegón Keeper demeure incertaine.
Dans Spanish Still Life from Velázquez to Goya, William B. Jordan crée le terme « Pseudo-Hiepes » pour un artiste alors inconnu, auquel il attribue 40 toiles pour leur style similaire à Tomás Yepes. Contrairement à une opinion le situant en Italie, Jordan pense Pseudo-Hiepes aragonais, vu les thèmes archaïques régionaux. La découverte en 2009 du tableau signé de Bernardo Polo d'Aragon, Pewter Dish with Melons, Grapes, Apricots and Plums (1675–1700), valide cette hypothèse. Jordan note une quasi-identité de facture et composition avec les Pseudo-Hiepes, partageant des éléments distinctifs. Il conclut que Pseudo-Hiepes est Polo.
Dans Juan van der Hamen y León & the Court of Madrid, William B. Jordan attribue Plate of Pears and Grapes (1626) à Juan van der Hamen malgré l'inscription « Giovanni Battista Crescenzi » au dos du tableau, en relevant des techniques créatives et un motif similaire à Still Life with Fruit and Glassware (1629) du même peintre. Cherry partage cet avis, mais conteste d'autres attributions, notamment le portrait de Francisco de Quevedo, que Jordan donne à van der Hamen, mais que Cherry considère comme étant de Velázquez.

## Collection privée
William B. Jordan et son époux, Robert Dean Brownlee, possédaient une collection d'arts visuels à leur domicile de Turtle Creek, à Dallas,,.
Une acquisition particulièrement notable de William B. Jordan est le Portrait de Philippe III par Diego Vélasquez. Jordan achète l'œuvre pour 1 000 livres sterling lors d'une vente aux enchères à Londres en 1988, où le tableau est présenté sous l'intitulé Portrait d'un gentilhomme. Jordan estime qu'il s'agit en réalité d'une étude de Velázquez pour son tableau L'Expulsion des Morisques (1627). Ce dernier est considéré par les historiens comme ayant été détruit dans l'incendie de l'Alcazar royal de Madrid en 1734.
William B. Jordan établit une concordance entre les descriptions historiques de Philippe III de l'expulsion des morisques d'Espagne et les caractéristiques du Portrait de Philippe III. Il émet l'hypothèse que le regard ascendant du monarque suggère une appartenance originelle à une composition picturale plus étendue. Se fondant sur des similitudes stylistiques avec l'œuvre distinctive de Vélasquez de cette époque, Jordan attribue le portrait à cet artiste. Après l'avoir conservé dans sa collection privée, il soumet le tableau à l'expertise du musée du Prado en 2015. L'authentification par le musée conduit à une estimation de sa valeur à environ six millions de dollars américains. En 2016, Jordan fait don de l'œuvre à l'organisation à but non lucratif American Friends of Prado Museum, qui la dépose ensuite en prêt à long terme au musée.

## Donations et legs
En 2019, le musée d'Art de Dallas établit un département dédié aux œuvres sur papier et crée le fonds de dotation William B. Jordan et Robert Dean Brownlee, grâce à des donations de Jordan et de la succession de Brownlee. Ce don comprend plus de 80 œuvres, dont 58 sur papier, ainsi que des peintures à l'huile, du mobilier des XIXe siècle et XXe siècle, et des antiquités (orfèvrerie, Céramiques, sculptures). Une cinquantaine de ces pièces sont présentées lors de l'exposition Point, Line, Plane: The William B. Jordan and Robert Dean Brownlee Bequest, organisée par le musée en 2021 et 2022.
En 2019, la National Gallery of Art reçoit un important legs de Jordan et Brownlee, intégrant à ses collections des œuvres majeures d'Alberto Giacometti, Cy Twombly, Edgar Degas, Ellsworth Kelly, Eugène Delacroix, François-Marius Grant, František Kupka, Jacques-Louis David, John Cage, Odilon Redon, Pierre Bonnard et Pablo Picasso, incluant une esquisse, une gravure, quatre médailles et vingt dessins. L'année suivante, en 2020, le Nasher Sculpture Center bénéficie également d'un legs de Jordan et Brownlee, qui lui apporte des sculptures de Claes Oldenburg, David McManaway, John Chamberlain et Joan Miró, parmi lesquelles figure My Father's Watch (For Bill Jordan) de McManaway, une création de 1973 incorporant la montre du père de William B. Jordan.

## Note et références

### Note
- (en) Cet article est partiellement ou en totalité issu de l’article de Wikipédia en anglais intitulé « William B. Jordan » (voir la liste des auteurs).